# Cornufer parilis
Cornufer parilis es una especie de anfibios de la familia Ceratobatrachidae.

## Distribución geográfica
Es endémica de la isla de Santa Isabel, en las islas Salomón.  

## Estado de conservación
Se encuentra amenazada por la pérdida de su hábitat natural.